# Rabión

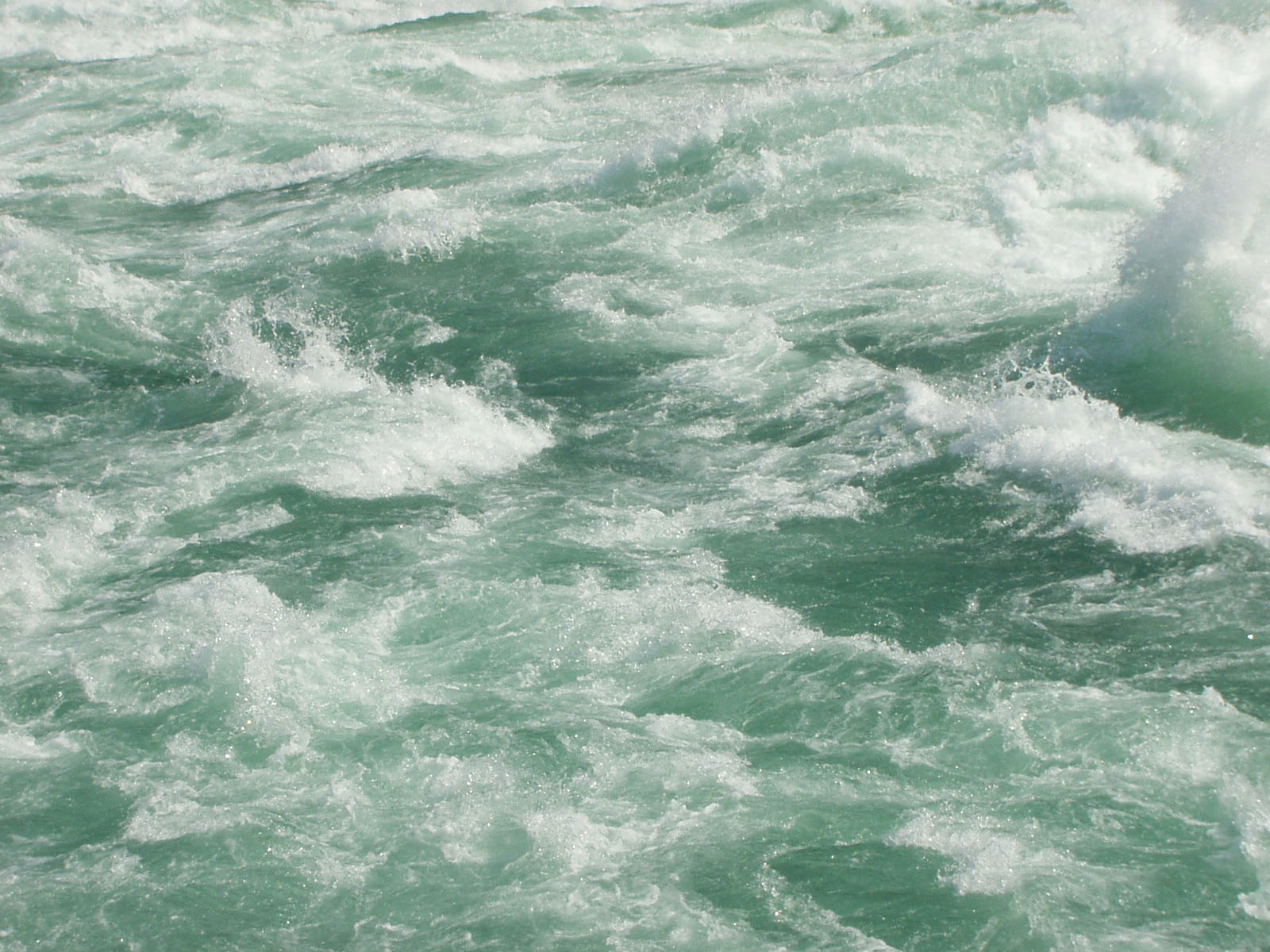
Agua revuelta debajo de las cataratas del Niágara.

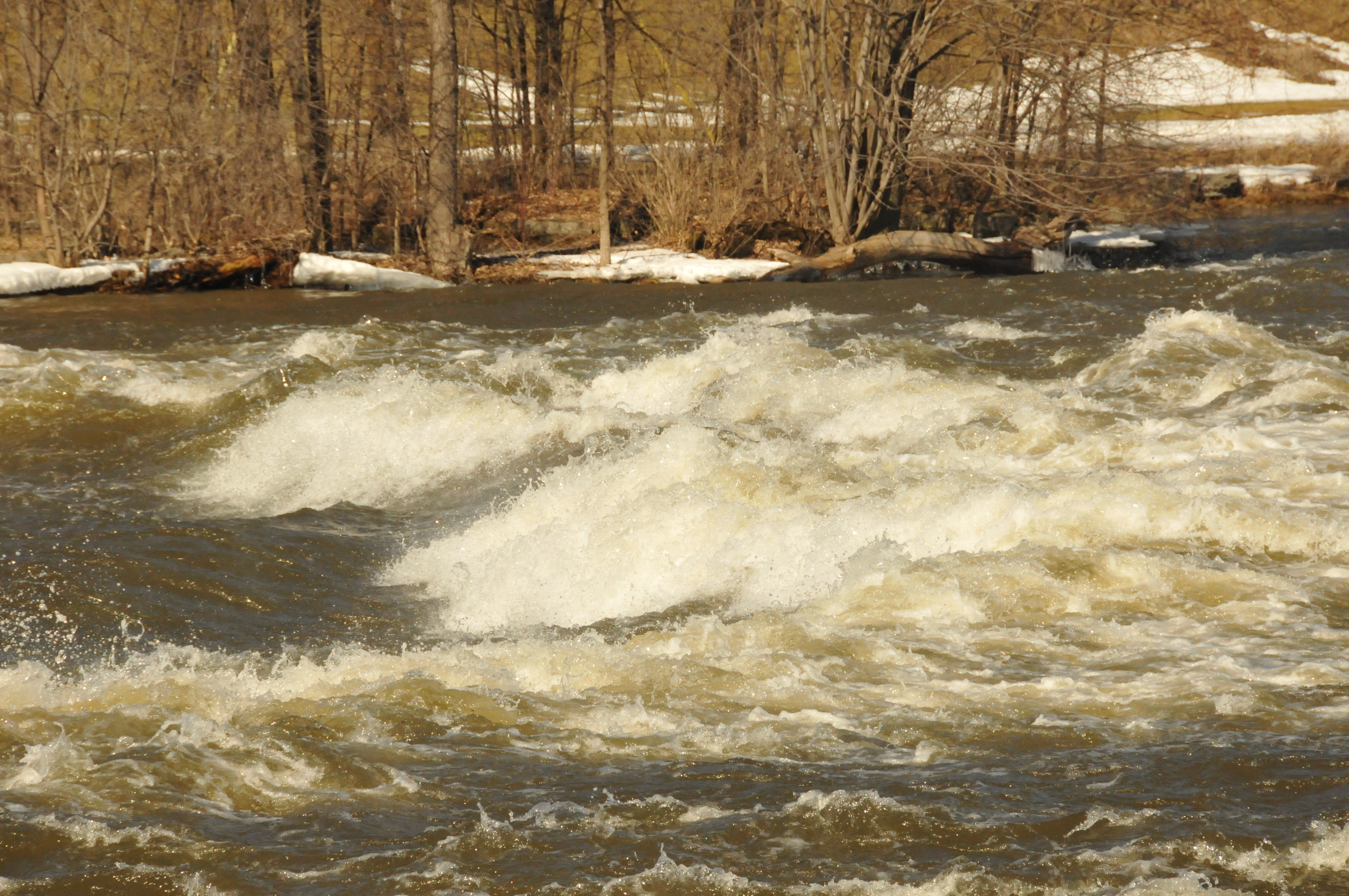
Rápidos en el río Misisipi, Pakehnham, Ontario, Canadá.

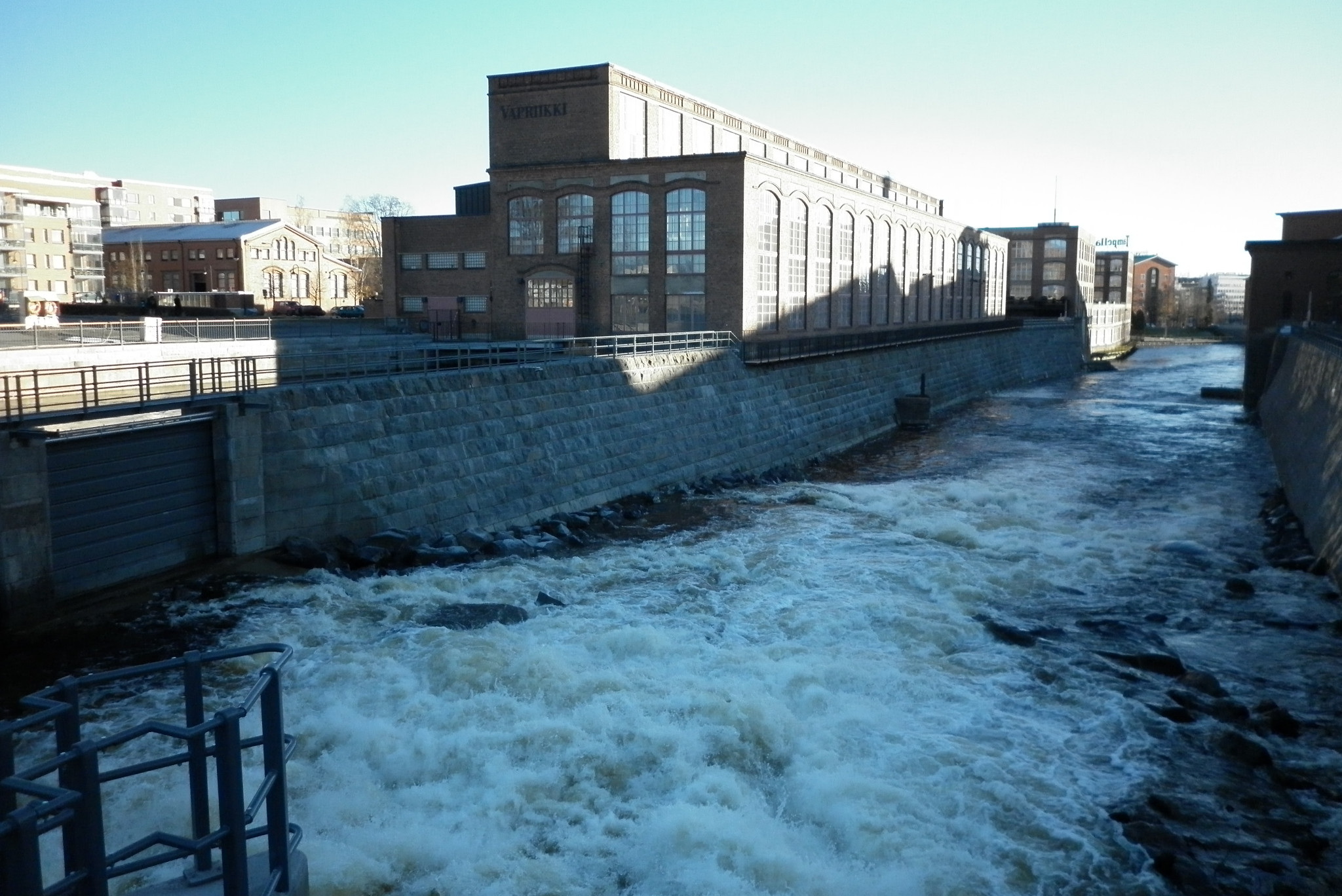
Rápidos el Tammerkoski en Tampere, Finlandia.

El rabión (también conocido como rápido) es una sección de un río donde el cauce tiene una pendiente relativamente pronunciada, provocando de esta forma un aumento en la velocidad y la turbulencia del agua. Un rápido es una característica hidrológica entre una corrida (una parte fluida de un arroyo) y una cascada. Un rápido se caracteriza por ser superficial y por tener algunas rocas expuestas sobre la superficie del flujo. Como el agua que fluye salpica sobre y alrededor de las rocas, las burbujas de aire se mezclan con éstas y las porciones de la superficie adquieren un color blanco, formando lo que se llama «aguas bravas». Los rápidos se producen cuando el cauce es muy resistente a la fuerza erosiva de la corriente en comparación con el lecho de los rápidos. Los arroyos muy pequeños que fluyen a través de rocas sólidas pueden ser rápidos durante la mayor parte de su longitud.

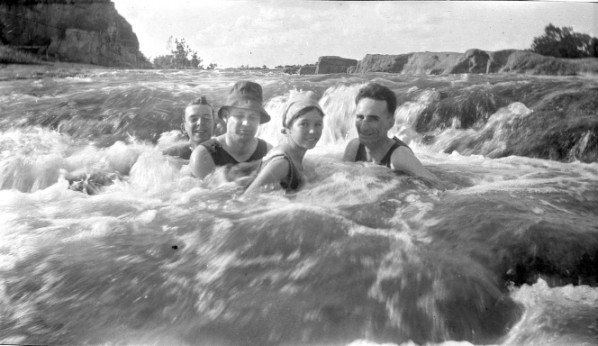
Grupo que disfruta en un rápido de un río.

El término «rápido» se suele utilizar en plural (rápidos).
Numerosos rápidos, especialmente los ríos grandes o muy transitados, se eliminaron en el pasado como un peligro para la navegación fluvial, pero también en el curso del enderezamiento del río, ensanchamiento del río y construcción de presas. Por ejemplo, los entonces notorios rápidos de San Juan del Moldava (que Bedřich Smetana retrató musicalmente en el poema sinfónico Die Moldau en 1874) desaparecieron con la construcción de la presa Štěchovice (construida entre 1937 y 1945 ) en las inundaciones. La catarata del Rin en Binger Loch también fue volada y nivelada por medio de unidades de cola y para el uso de energía hidráulica. Los rápidos Laufenburg del Rin represados.

## Formación
Los rápidos son secciones de un río donde el lecho del río tiene que haber un gradiente, que es esencialmente la pendiente descendente de un arroyo o río, lo que provoca un aumento de la velocidad del agua y turbulencias. A medida que el agua que fluye salpica sobre y alrededor de las rocas, las burbujas de aire se mezclan con ella y porciones de la superficie adquieren un color blanco, formando lo que se llama "aguas blancas".
Cuando un río tiene un gradiente mayor, el agua fluye cuesta abajo más rápido. Los gradientes suelen medirse en metros por kilómetro. Esto influye en el caudal del río, que se mide como volumen de agua por unidad de tiempo. Cuanto más rápido fluye el agua, más probable es que se forme un rápido.
La constricción se refiere a cuando los ríos fluyen por canales más estrechos, aumentando así la velocidad del agua. Esto también puede provocar la creación de obstrucciones debido al transporte de sedimentos y a la erosión. Las obstrucciones pueden producirse por la actividad humana, deslizamientos naturales y terremotos, o acumulación de sedimentos o escombros. Cuanto más presentes estén estos cuatro factores en un río, más probabilidades tendrá de ser un río rápido.
Los rápidos se forman cuando el agua pasa de una roca dura que resiste la erosión del agua a una roca más blanda que se erosiona más fácilmente. Los escombros formados por la erosión interrumpen el flujo del río, pero no son lo suficientemente grandes para formar una cascada. Con el tiempo, se forman rápidos.

## Clasificación
Los rápidos se clasifican en una escala internacional que generalmente varía de 1 a 6. Mientras que un rápido de clase 1 es fácil de pasar y no requiere maniobra, un rápido de clase 6, por otro lado, es un peligro mortal. Un rápido de clase 5 se puede clasificar con más precisión, de 5,1 a 5,9.
El aumento de la dificultad al cambiar de un rápido de clase 5,0 a un rápido de clase 5,1 es del mismo orden que al pasar de un rápido de clase 4 a otro de clase 5. Si un rápido de clase 6, normalmente no navegable, se cruza más de una vez, se puede actualizar a la categoría 5.x apropiada.
La clase de un rápido determina qué tan difícil es navegar usando un kayak, balsa u otra embarcación:.
Clase I: Olas pequeñas, sin obstáculos.
Clase II: Olas medias, sin obstáculos.
Clase III: Muchas olas de diferente fuerza, muchos obstáculos, pasajes estrechos.
Clase IV: Muchas olas fuertes, muchos obstáculos peligrosos, remolinos.
Clase V: Olas fuertes constantes, obstáculos constantes, remolinos, corrientes rápidas, algunas cascadas.
Clase VI: (también clasificado como U, en referencia a "imposible de hacer" en inglés) Olas fuertes constantes, obstáculos constantes, remolinos, corrientes rápidas, cascadas empinadas.
Rápidos de clase I:

Un río con rápidos de clase I es básicamente de agua tranquila y solo tiene pequeñas olas o rifles. Apenas hay rocas u obstáculos importantes. Se denota fácil porque un principiante, que ha dominado los movimientos básicos de remo, puede navegar en canoa o kayak con poca o ninguna supervisión.
Rápidos de clase II:

Los rápidos de clase II presentan olas pequeñas a medianas, curvas cortas y algunas obstrucciones que una persona con un nivel de principiante puede sortear con seguridad. Un rápido de Clase II que se acerca a la dificultad de III se denomina II +. Por lo general, estos ríos son sencillos.
Rápidos de clase III:

Los rápidos clase III se considera posee un grado de dificultad intermedio. Cuando esta dificultad está en el extremo inferior de la clase, se denota III- y cuando está en el extremo superior, es III +. Las características son olas medianas pero irregulares con obstrucciones como pequeñas caídas o descensos, contracorrientes y remolinos. Estos pueden tener éxito en voltear una canoa si no se tiene cuidado. El autorrescate es posible en ríos de grado III, aunque puede requerir algo de ayuda. 
Rápidos de clase IV:

Los rápidos de clase IV son de nivel avanzado y solo deben ser navegados por personas que tengan las habilidades requeridas. Las olas son grandes, de tamaño irregular y turbulentas, pero son relativamente predecibles y manejables por el piragüista experimentado. Otras características de los ríos de grado IV incluyen remolinos, hoyos, caídas y otros obstáculos que pueden ser peligrosos. Al igual que las dos clases anteriores, también se pueden calificar como IV- o IV +. Los auto-rescates son difíciles de realizar en estos rápidos. 
Rápidos de clase V:

Los ríos de clase V se caracterizan por una combinación de rápidos turbulentos o continuos que abarcan una gran distancia, pendientes pronunciadas con caídas abruptas, olas grandes e impredecibles y la presencia de agujeros. Debido a la naturaleza de estas aguas, a menudo es peligroso nadar en ellas y requieren que el piragüista tenga un nivel experto. Aparte del hecho de que el auto-rescate es realmente difícil, rescatar a otra parte lesionada también es un desafío. 
Rápidos de clase VI:

Los rápidos de clase VI representan un peligro extraordinario y un pequeño error al remar puede ser fatal. Las poderosas olas son turbulentas y erráticas. Además, los ríos tienen obstrucciones que requieren mucha habilidad y preparación para sortear. Estos ríos apenas se han negociado y se consideran los rápidos. Es casi imposible rescatar a alguien que se meta en problemas en este tipo de rápidos.

## Galería de imágenes

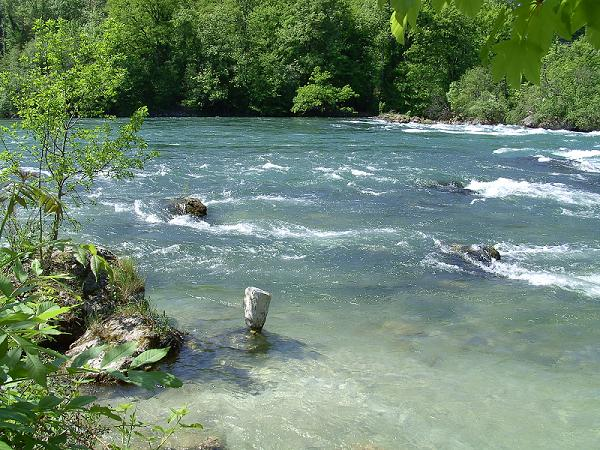
Rápidos con aguas bravas, cerca de las Cataratas del Rin
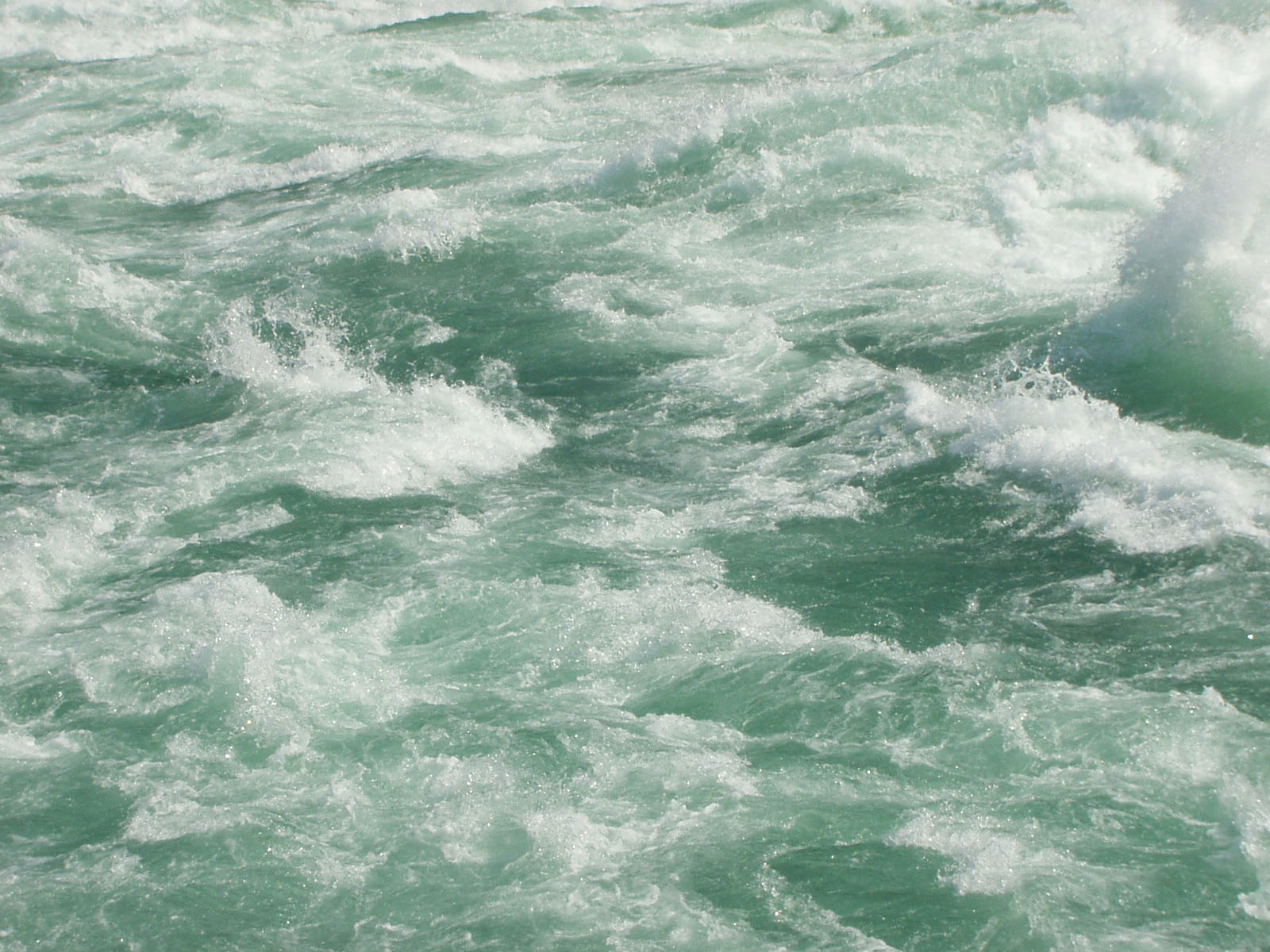
Agua violenta debajo de las Cataratas del Niágara
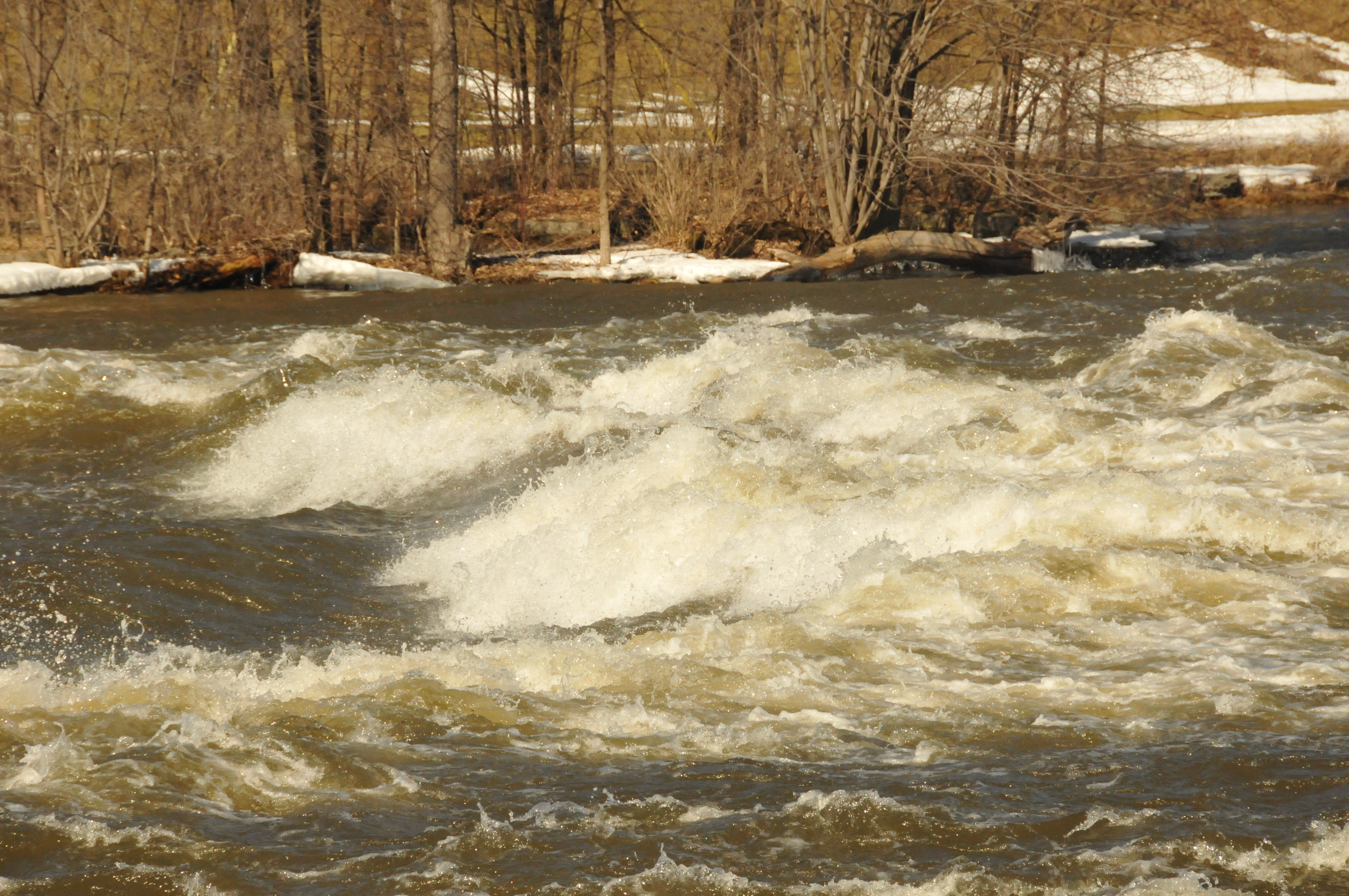
Rápidos en el río Mississippi (Ontario) en Pakenham, Ontario, Canadá.
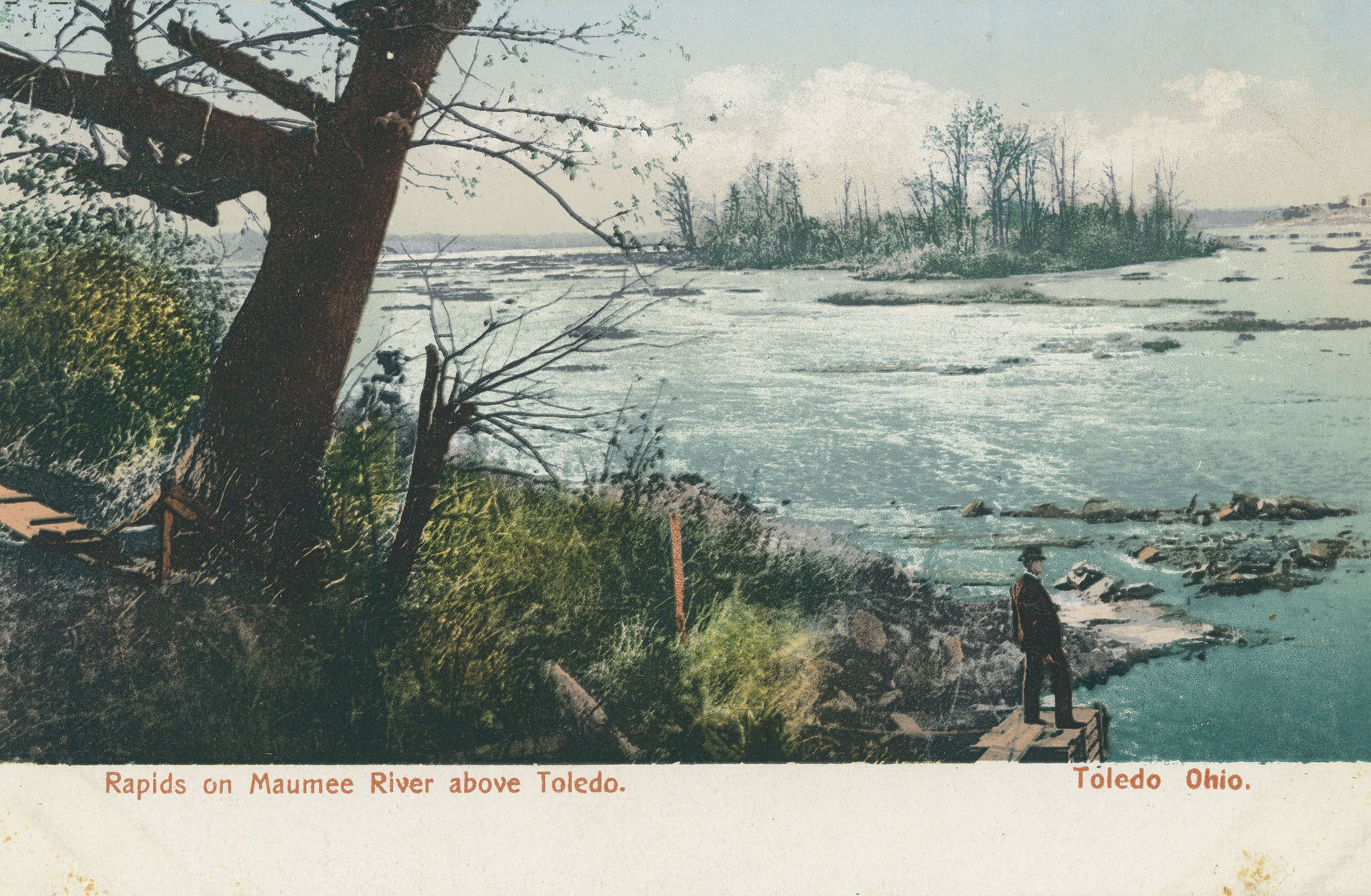
Imagen histórica de los rápidos en el río Maumee en Ohio
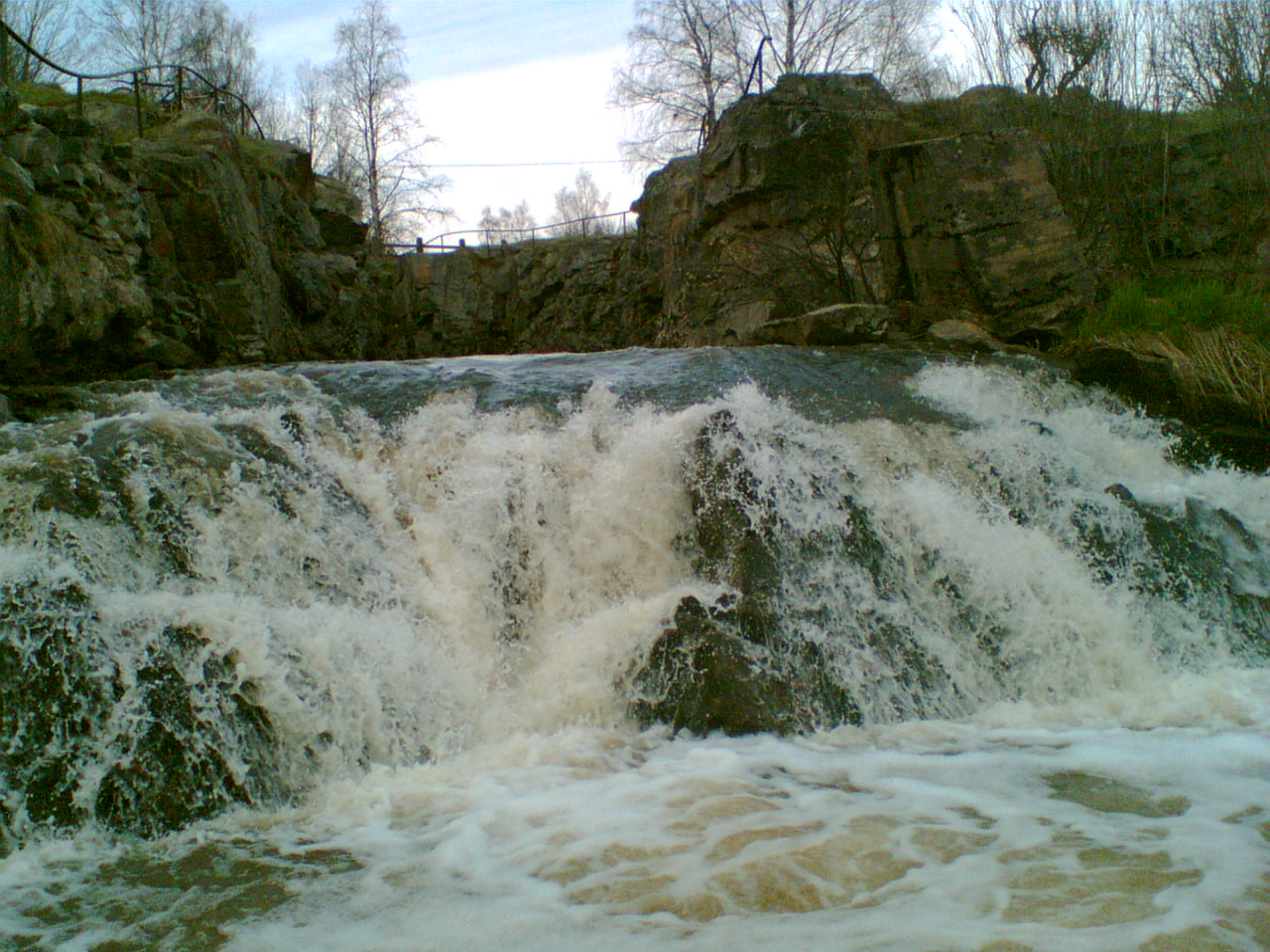
Los rápidos de Kuhakoski en Uusimaa, Finlandia